# Adolf von Baeyer
Johann Friedrich Wilhelm Adolf von Baeyer (Berlin, 31. listopada 1835. – Starnberg, 20. kolovoza 1917.), njemački kemičar, dobitnik Nobelove nagrade za kemiju 1905.
Rođen je u Berlinu 31. listopada 1835., gdje je studirao matematiku i fiziku. Prelazi u Heidelberg i studira kemiju kod Roberta Bunsena. Uglavnom je radio u laboratoriju Friedricha Kekuléa. Doktorirao je 1858. Bio je profesor u Strasbourgu 1871., a 1875. postaje profesor kemije na Sveučilištu u Münchenu.
Njegovi glavni uspjesi su sinteza i opis indiga, otkriće ftaleinskih boja i istraživanje poliacetilena, oksonijumskih soli i nitroznih mješavina. Prvi je predložio 1869. ispravnu formulu indola. Doprinos teorijskoj kemiji uključuje teoriju istezanja trostrukih veza i teoriju istezanja za karbonske prstenove. Tijekom 1872. eksperimentirao je fenolima i formaldehidom. Nobelovu nagradu za kemiju je dobio zbog "priznanja za njegov doprinos napretku organske kemije i kemijske industrije kroz rad na organskim bojama i hidroaromatskim jedinjenjima".